# Ctrl
Клавишът Control, изобразен на клавиатурата като  Ctrl , е клавиш от компютърната клавиатура, с който се задават команди чрез клавишни комбинации. Той обикновено се намира в долния ляв ъгъл на клавиатурата.

## Списък с клавишни комбинации
| Клавишна комбинация                  | Действие                                                                             |
| ------------------------------------ | ------------------------------------------------------------------------------------ |
| Ctrl + A                             | Избира всички елементи в документ или прозорец.                                      |
| Ctrl + B                             | Превключване „удебелен – нормален“ шрифт (при текстообработващи програми)            |
| Ctrl + C                             | Копира избрания обект.                                                               |
| Ctrl + D (или Delete)                | Изтрива избрания обект.                                                              |
| Ctrl + E                             | Отваря „Търсене“ в приложенията, които го поддържат. (при Windows 10)                |
| Ctrl + F                             | Отваря диалог за търсене                                                             |
| Ctrl + F4                            | Затваря активния документ.                                                           |
| Ctrl + V                             | Поставя избрания обект.                                                              |
| Ctrl + X                             | Изрязва избрания обект.                                                              |
| Ctrl + Z                             | Отменя действие.                                                                     |
| Ctrl + R (или F5)                    | Обновява активния прозорец.                                                          |
| Ctrl + Y                             | Връща действие.                                                                      |
| Ctrl + стрелка надясно               | Премества курсора в началото на следващата дума.                                     |
| Ctrl + стрелка наляво                | Премества курсора в началото на предната дума.                                       |
| Ctrl + стрелка надолу                | Премества курсора в началото на следващия абзац.                                     |
| Ctrl + стрелка нагоре                | Премества курсора в началото на предишния абзац.                                     |
| Ctrl + Alt + Tab                     | Използва клавишите със стрелки, за да превключвате между всички отворени приложения. |
| Ctrl + клавиши със стрелки           | Преоразмерява менюто „Старт“, когато е отворено. (при Windows 10)                    |
| Ctrl + клавиш със стрелка + интервал | Избира множество отделни обекти в прозорец.                                          |
| Ctrl + Shift с клавиш със стрелка    | Избира текст.                                                                        |
| Ctrl + Esc                           | Отваря менюто „Старт“. (при Windows 10)                                              |
| Ctrl + Shift + Esc                   | Отваря диспечера на задачите. (при Windows 10)                                       |
| Ctrl + Shift                         | Превключва клавиатурната подредба.                                                   |
| Ctrl + интервал                      | Включване или изключване на редактор за въвеждане на китайски език (IME).            |